# Naracs-tó
Naracs-tó (belaruszul Возера Нарач, oroszul озеро Нарочь) Fehéroroszország legnagyobb kiterjedésű tava. A Minszki terület Mjadzeli járásának területén található és a Naracsi-tórendszer tagja. A Mjasztra- és a Batorina-tavaktól csupán keskeny turzások választják el. Nyugati partján fekszik Naracs üdülőtelepülés, tőle 3 km-re pedig az azonos nevű falu, melyről a nevét kapta. Bár területe csak nyolcadrésze a Balatonénak, mégis gyakran emlegetik Belarusz-tenger néven.
Területe 79,6 km², hossza 12,8 km, legnagyobb szélessége pedig 9,8 km. Legmélyebb pontja 24,8 m, partvonala 41 km hosszú, vízgyűjtő területe 199 km² kiterjedésű. Vízmennyisége 0,71 km³. A Vilijába ömlő Narocs folyó vezeti le vizét. Egy apró szigete van az északi part közelében. Északi és északkeleti partja 10–20 m magas terasz, déli partja viszont lapos, erdővel borított. 22 halfaj él a tóban, melyek közül legnagyobb a csuka.

A partizán-emlékobeliszk Paszinki falunál

Jelentős idegenforgalmat bonyolít le, melynek központja Naracs, a déli parton Zanaracs, valamint a közeli Mjadzel város. A keleti parton, Gatovicsi falunál építették ki a Narocs pihenőtábort, a déli parton pedig 1969-ben nyitották meg Pronyki falu mellett az ország legnagyobb úttörőtáborát (Zubranja v. Zubrjonok). Zanaracsban kemping is található. A tó északi partján Paszinki közelében 1952-ben emlékobeliszket állítottak a partizánharcosok tiszteletére (a ma álló emlékmű 1968-ban készült el).

## Naracsi Nemzeti Park
1999-ben alapították, 940 km²-es kiterjedésével az ország legnagyobb nemzeti parkja. Magába foglalja a teljes tóvidéket, a Mjadzeli járás nyugati felét, valamint a Pasztavi járásban a Nagy Svaksti-tavat és a Vilejkai járásban a Visnyevszkoje-tavat. Területén fekszik Mjadzel város, Naracs és Szvir városi jellegű települések. 

### Jelentősebb tavak
- Mjasztra-tó (Mjasztro): 5,8 km hosszú, 13,1 km² területű, legnagyobb mélysége 11 m. Turzás választja el a Naracs-tótól, csatorna köti össze a Batorina-tóval, vizénk térfogata 70 millió m³. Keleti partján épült Mjadzel városa.
- Batorina-tó (Batorino v. Báthory-tó): 3,5 km hosszú, 6,3 km² területű, legnagyobb mélysége 5,5 m.
- Mjadzel-tó (Mjagyel-tó): 6 km átmérőjű, területe 16,2 km²; legnagyobb mélysége 25 m.
- Szvir-tó: 14 km hosszú, 1–2 km széles tó, területe 22,3 km²; legnagyobb mélysége 8 m. 2 km hosszú patak köti össze a Visnyevszkoje-tóval. Északra a Sztracsa-folyó felé van lefolyása.
- Bolduk-tó: kis tavacska (76 ha területű) a nemzeti park északnyugati határán, de ez a tóvidék (egyben az ország 4.) legmélyebb tava (39,7 m).